# Neuemühle

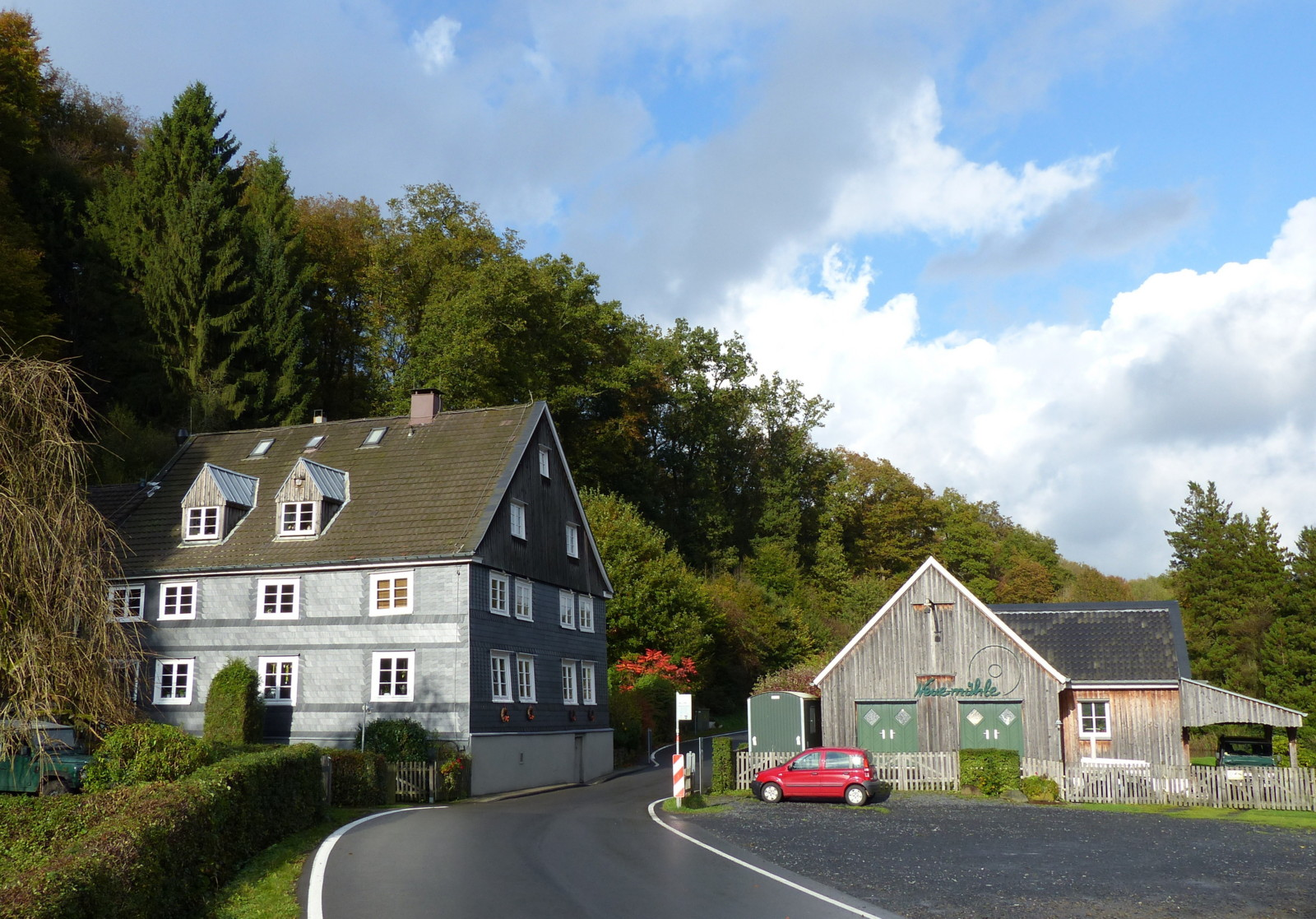
Neuemühle – Gesamtansicht von Westen, 2014

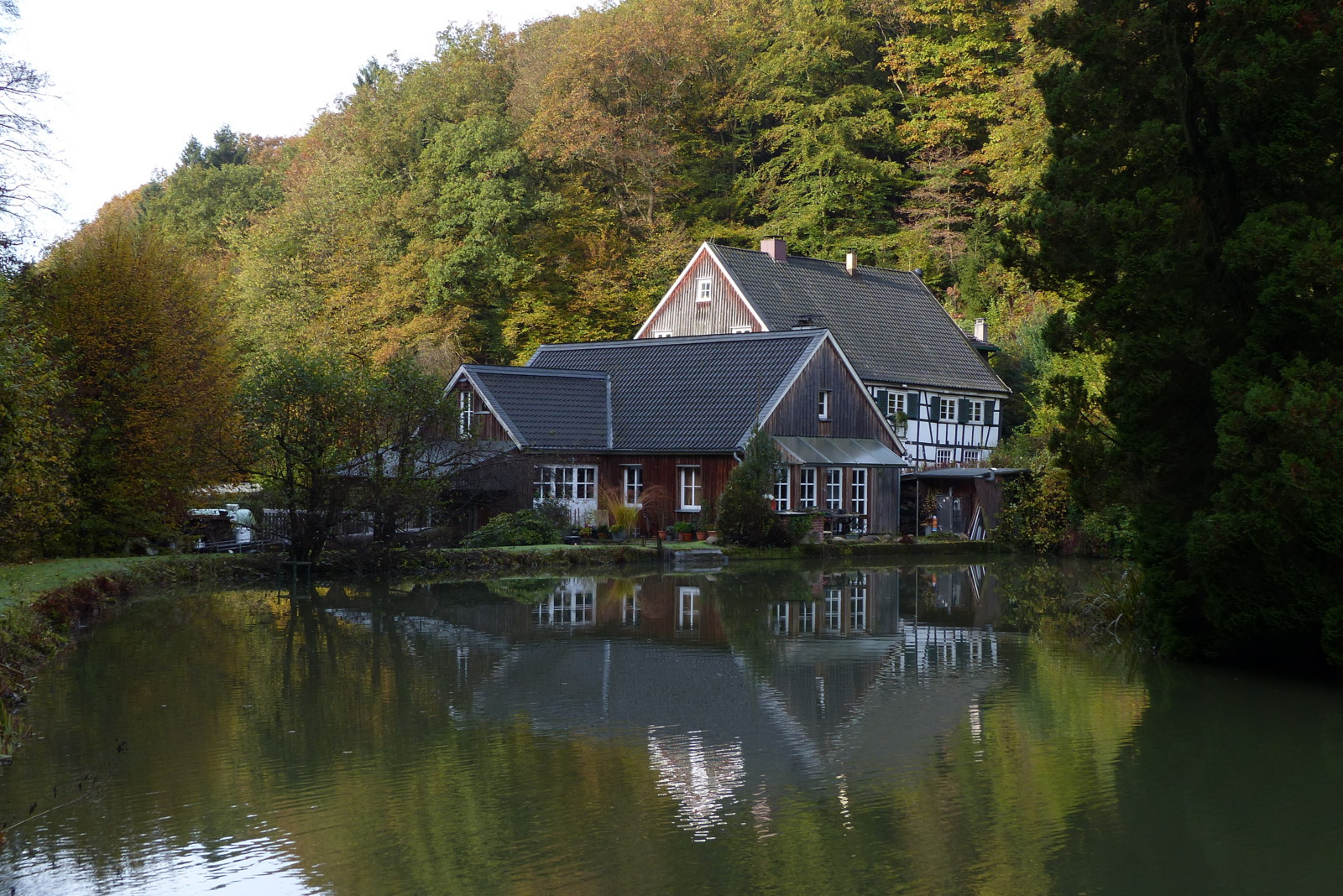
Neuemühle – Gesamtansicht mit Fischteichen, 2014

Die Neuemühle liegt am Eifgenbach südöstlich von Herrlinghausen, südlich von Hinterhufe, westlich von Wöllersberg und nördlich von Emminghausen, einem Stadtteil von Wermelskirchen im Bergischen Land in Nordrhein-Westfalen.

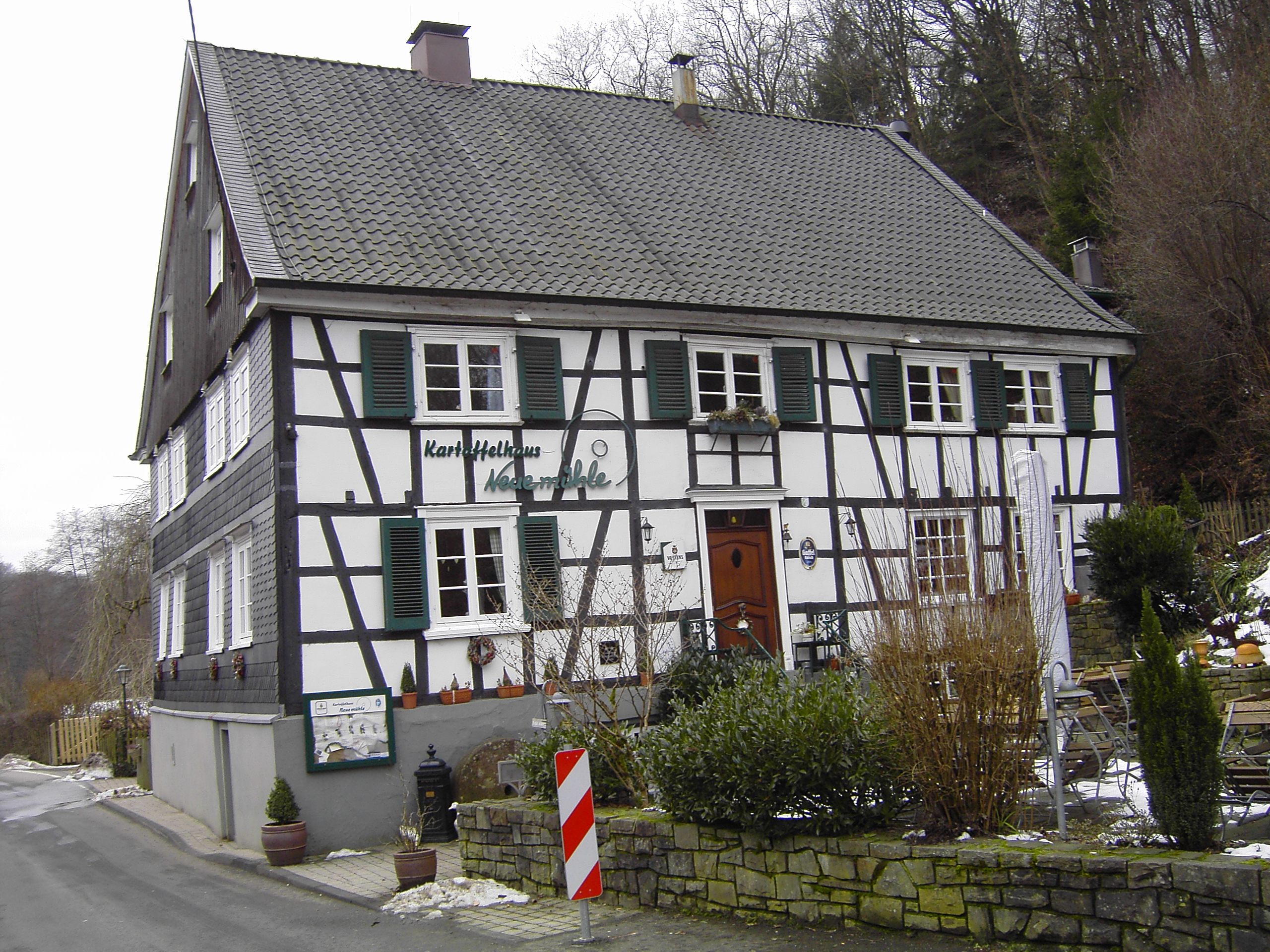
Die Neuemühle 2010

Im Jahre 1825 kaufte Johann Hausmann, Ölmüller aus Jülichsdhünn, eine Wiese am Hutzhammerplatz zur Anlage einer Mühlenanlage von Peter Hahn, aus Wöllersberg. Bereits am 29. Januar 1825 beantragte er, eine Getreide- und Ölmühlenanlage am Eifgenbach unterhalb Emminghausen zu errichten. Einsprüche der Witwe Molineus aus der Bergermühle und Carl Schmitz verhinderten zunächst die Genehmigung. Die Konzession wurde erst am 21. Juli 1826 erteilt.
Im Jahre 1843 verkaufte Johann Hausmann die Mühle an Peter Johann Ludwig, Müller an der Kuhle, für 5507 Taler. Im Jahre 1918 gehörte die Mühle dem Schwiegersohn Hugo Mebus und Berta, geb. Ludwigs. Die beiden großen Teiche sollten als Kahnteich für den Ausflugsverkehr um 1905 eingerichtet werden. Sie werden heute zur Fischzucht genutzt.
1951 wurde der Mühlenbetrieb eingestellt. Das Haus wurde zur Gastronomie mit Biergarten umgewidmet. Das Mühlenwerk ist noch zu sehen.

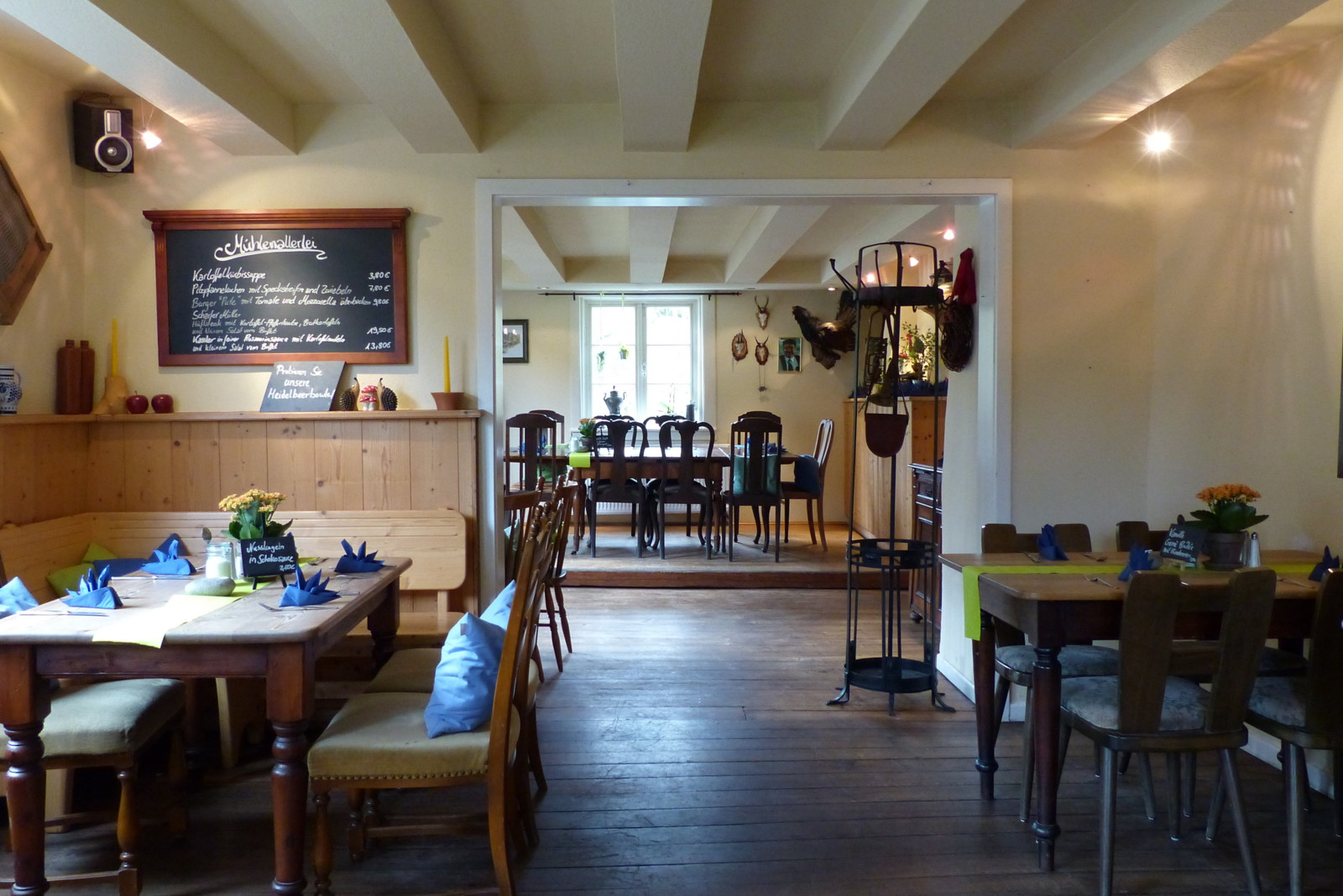
Neuemühle – Innenansicht Restaurant 2014